# Bronisław Szulc
Bronisław Szulc (ur. 24 grudnia 1881 w Warszawie, zm. 17 kwietnia 1955 w Tel Awiwie) – polski waltornista, dyrygent, kompozytor, autor opracowań muzycznych.

## Życiorys
Syn skrzypka, dyrygenta i kompozytora Henryka Szulca, brat Józefa Zygmunta, Leona, Michała i Maurycego. Od najmłodszych lat związany z muzyką. Kompozycji uczył go Zygmunt Noskowski, nauczycielem gry na waltorni był profesor warszawskiego Instytutu Muzycznego Ignacy Malinowski. Dla pogłębienia wiedzy muzycznej Szulc wyjechał do Berlina. Mając lat 18 został członkiem orkiestry Teatru Wielkiego w Warszawie (grał na waltorni) i pracował tam do 1906 (lub 1908) roku. W 1909 ponownie wyjechał do Niemiec. W Lipsku studiował dyrygenturę i kompozycję. Jego nauczycielami byli Arthur Nikisch i Hugo Riemann. W 1911 wrócił do Warszawy, gdzie objął stanowisko dyrektora opery. Należał do grona pedagogów Wyższej Szkoły Muzycznej Warszawskiego Towarzystwa Muzycznego. Jako dyrektor i dyrygent prowadził Łódzką Orkiestrę Filharmoniczną (od 1916), dyrygował orkiestrą Stowarzyszenia Muzyków Polskich, orkiestrami w Teatrze Wielkim, Filharmonii; koncerty orkiestr pod jego batutą odbywały się również w wielu popularnych kurortach czy nawet w warszawskich kawiarniach. Wielokrotnie występował też poza granicami Polski: w (carskiej jeszcze) Rosji, w Wielkiej Brytanii, na Łotwie i w Stanach Zjednoczonych.
Jako waltornista brał udział w programach Polskiego Radia, przed którego mikrofonami występował też z własnym zespołem instrumentów dętych. Bardzo często (zwłaszcza na przełomie lat 20. i 30. XX w.) kierował orkiestrami podczas nagrań rejestrowanych dla wytwórni płyt Syrena Rekord. Kiedy Bronisław Huberman zainicjował powstanie Filharmonii Palestyny w Tel Awiwie, zaprosił w 1936 również Bronisława Szulca, który wkrótce osiadł tam na stałe. Grał na waltorni i dyrygował wielokrotnie tą orkiestrą aż do 1955.
Komponował muzykę poważną – poematy symfoniczne, miniatury na skrzypce i fortepian czy utwory na wiolonczelę.
Zmarł 17 kwietnia 1955 w Tel-Awiwie.

## Dyskografia

### CD i LP
- 2 LP „Halka” w dawnej Operze Warszawskiej – Polskie Nagrania „Muza” X 0994/0995  reedycja przedwojennych nagrań wytwórni Syrena Electro, soliści, Chór i Orkiestra Opery Warszawskiej pod dyrekcją Bronisława Szulca [3]
- 3 CD Vocal Archives; Seria: The World of Singing Vol. 5, The Polish School: Sopranos and Mezzo-Sopranos (1902–1935), wśród dyrygentów – Bronisław Szulc[4]
- CD Vocal Archives; Seria: The World of Singing Vol. 7; The Polish School: Tenors, Baritones, Basses (1902–1930), wśród dyrygentów – Bronisław Szulc[5]
- 2 CD Minerva Records 1999; Warsaw Opera House The Stars of the Warsaw Opera House. The Unknown Recordings (1902–1927), wśród dyrygentów – Bronisław Szulc[6]
- 4 LP z 1961 PN Muza XL 0109/0112 Gwiazdy polskiej opery: m.in. – „Pieśń przy winie” z opery Rycerskość wieśniacza (Pietro Mascagni), śpiewa Wiktor Brégy z towarzyszeniem orkiestry pod dyrekcją Bronisława Szulca

### płyty szelakowe, 78 obr./min.
- Syrena 6168 (matr.19502/19501) Walc z operetki Księżniczka Dolarów (muz. Leo Fall) / Walc „Noc księżycowa nad Elsterą” (muz. Oscar Fetrás): orkiestra pod dyrekcją Bronisława Szulca
- Syrena 6180 (matr. 19531/19532) uwertura z operetki Lekka kawaleria (muz. Franz von Suppé) Cz. I i II: orkiestra pod dyrekcją Bronisława Szulca
- Syrena Electro (wyd. 1929); „Aria z kurantem” (z opery Straszny dwór Stanisława Moniuszki) Ignacy Dygas, orkiestra pod dyrekcją Bronisława Szulca[7]
- Syrena Electro (wyd. 1926–39); „Gdyby rannym słonkiem” (z opery Halka Stanisława Moniuszki) Matylda Polińska-Lewicka, orkiestra p/d Bronisława Szulca[8]
- Syrena Electro (wyd. 1925–1939); „Tosca” recitativo z II aktu opery Giacomo Pucciniego; Matylda Polińska-Lewicka, orkiestra pod dyrekcją Bronisława Szulca[9]
- Syrena Electro (wyd. 1923–1933); „Aria Nadira” z opery Poławiacze pereł Georges’a Bizeta, Mieczysław Salecki, orkiestra pod dyr. Bronisława Szulca[10]
- Syrena Electro (wyd. 1923–1939); „Kto się w opiekę” – pieśń kościelna, Eugeniusz Mossakowski, chór Wacława Lachmana, orkiestra Bronisława Szulca[11]
- Syrena Electro (wyd. 1925–1939); „Jako od wichru krzew połamany” – aria z opery „Halka” Stanisława Moniuszki, Matylda Polińska-Lewicka, orkiestra Opery Warszawskiej pod dyrekcją Bronisława Szulca[12]
- Syrena Electro 3373 (wyd. 1925–1939); „Szumią jodły” – aria Jontka z opery Halka Stanisława Moniuszki, Mieczysław Salecki z Opery w Dreźnie, orkiestra pod dyrekcją Bronisława Szulca akt IV cz.I[13], cz.II[14]
- Syrena Electro (wyd. 1929); „Mattionata” (Ruggero Leoncavallo); Ignacy Dygas – artysta Opery Warszawskiej, orkiestra pod dyrekcją Bronisława Szulca[15]
- Syrena Electro (wyd. 1923–1933); „Aria Eleazara” z opery „Żydówka” Jacques’a Fromentala Halévy’ego, Mieczysław Salecki, orkiestra pod dyrekcją Bronisława Szulca[16]
- Syrena Electro (wyd. 1926–1939); „Kiedy ranne wstają zorze” – pieśń kościelna; Eugeniusz Mossakowski, chór Wacława Lachmana, ork. Bronisława Szulca[17]
- Syrena Electro (wyd. 1926–1939); „Barcarolla” z opery „Opowieści Hoffmanna” Jacques’a Offenbacha, orkiestra symfoniczna pod dyrekcją Bronisława Szulca[18]
- Syrena Electro (wyd. 1926–1939); „Pieśń hinduska” z opery „Sadko” Nikołaja Rimskiego-Korsakowa, orkiestra symfoniczna pod dyrekcją Bronisława Szulca[19]
- Syrena Electro 3964 (wyd. 1931); „Ellens Gesang III (Ave Maria)”, Mieczysław Salecki, orkiestra pod dyr. Bronisława Szulca[20]
- Syrena Electro 6697; Orkiestra taneczna Towarzystwa Syrena-Rekord p/d Bronisława Szulca: Leśne nastroje (Hanneman) / Monte Christo (Istvan Kotlar)
- Syrena Electro 8777 (matrix  27686/27688); Orkiestra salonowa p/d Bronisława Szulca: Listki poranne walc J. Straussa  / Miłość i wiosna walc Waldteufla („Listki poranne” – oryg. niem. „Morgenblätter”, ang. „Morning Journals”)

## Ordery i odznaczenia
- Złoty Krzyż Zasługi (11 listopada 1936)[21]